# Elmoldo
Elmoldo  è un nome proprio di persona italiano maschile.

## Varianti
- Maschili: Elmoaldo

### Varianti in altre lingue
- Germanico: Helmold[1][2], Helmolt[2][3], Helmhold[2], Elmolt[2], Elmoalt[2]
- Polacco: Helmold
- Spagnolo: Helmoldo
- Tedesco: Helmold

Ipocoristici
- Basso-tedesco: Malte[3]
- Danese: Malte[1][3], Malthe[1]
- Svedese: Malte[1][3]
- Tedesco: Malte[1][3], Malthe[1][3]

## Origine e diffusione
Deriva dal nome germanico Helmold, che è composto dagli elementi helm ("elmo", "protezione", "difesa") e wald ("dominare"). Entrambe queste radici sono molto diffuse nell'onomastica germanica: helm si ritrova ad esempio in Helmut, Adelmo, Anselmo e Guglielmo, mentre wald in Gualtiero, Valpurga, Ansaldo, Aroldo, Bonaldo, Rinaldo e via dicendo.
Il nome è ormai desueto, e sopravvive, soprattutto in Germania e nei paesi scandinavi, nelle forme ipocoristiche Malte e Malthe.

## Onomastico
Il nome è adespota, cioè non è portato da alcun santo; l'onomastico si può festeggiare il 1º novembre, in occasione di Ognissanti.

## Persone

### Varianti
- Helmold di Bosau, cronista tedesco
- Malte Mohr, atleta tedesco
- Malte Persson, poeta, critico letterario e traduttore svedese